# ねじまきむじか2
『ねじまきむじか2』は、日本の音楽ユニット、eufoniusの9枚目のアルバム。2010年4月14日に発売された。

## 概要
- 前作『碧のスケープ』以来7ヵ月ぶり、自身6作目の自主制作アルバムである。
- 収録曲9曲のうちオルゴールアレンジが6曲、新曲が2曲、カラオケが1曲となっている。

## 収録曲
1･3･5～7は作曲：菊地創、2は作曲：riya、4は作詞：riya、作曲：eufonius、編曲：菊地創、8は作詞：riya、作曲･編曲：菊地創、9は作曲･編曲：菊地創
1. ラクガキ ～nejimaki musica～
2. journey song ～nejimaki musica～
3. 光の雨～nejimaki musica～
4. メグメル ～spieldose～
5. ボクノタカラモノ ～nejimaki musica～
6. シラタマ ～nejimaki musica～
7. ちいさなうた ～nejimaki musica～
8. 虹の電車
9. 虹の電車 (Instruments)